# Municipio de San Juan Comaltepec
El municipio de San Juan Comaltepec (del náhuatl: En el cerro de los comales) es uno de los 570 municipios que conforman al estado mexicano de Oaxaca. Pertenece al distrito de Choapam, dentro de la región Papaloapan. Su cabecera es la localidad homónima.

## Geografía
El municipio abarca 115.15 km² y se encuentra a una altitud promedio de 640 m s. n. m., oscilando entre 2500 y 300 m s. n. m.

## Demografía
De acuerdo al último censo, realizado por el INEGI en 2010, en el municipio habitan 2517 personas, repartidas entre 7 localidades.